# Борнище (заказник)
Борни́ще — гідрологічний заказник місцевого значення в Україні. Розташований у межах Височанської громади Ніжинського району Чернігівської області, на північ від села Галайбине. 
Площа 18 га. Статус присвоєно згідно з рішенням Чернігівського облвиконкому від 27.12.1984 року № 454; від 28.08.1989 року № 164. Перебуває у віданні ДП «Борзнянське лісове господарство» (Борзнянське л-во, кв. 13, 14, 24, 25). 
Статус присвоєно для збереження лучно-болотного природного комплексу, розташованого серед лісового масиву, в деревостані якого переважають осика і вільха. 
Екосистема заказника являє собою евтрофне заплавне осокове болото з назкою видів болотного різнотрав'я. Має значення як регулятор водного режиму прилеглих територій.